# Andrzej Rządkowski
Andrzej Rządkowski (Breslavia, 4 marzo 1998) è uno schermidore polacco, specializzato nel fioretto.

## Palmarès
- Europei

Novi Sad 2018: bronzo nel fioretto a squadre.
Antalya 2022: bronzo nel fioretto a squadre.